# Lepanthes climax
Lepanthes climax är en orkidéart som beskrevs av Carlyle August Luer och Rodrigo Escobar. Lepanthes climax ingår i släktet Lepanthes och familjen orkidéer. Inga underarter finns listade i Catalogue of Life.